# Albert Denison, I barone Londesborough
Lord Albert Denison, 1º Barone Londesborough (21 ottobre 1805 – 15 gennaio 1860), è stato un politico, diplomatico e numismatico britannico, membro del Liberal Party, noto come Lord Albert Conyngham dal 1816 al 1849.

## Biografia
Nato come Albert Denison Conyngham, era il terzo figlio del Henry Conyngham, I marchese di Conyngham e di sua moglie Elizabeth Denison, che divenne in seguito l'amante di principe di Galles. Fu educato a Eton e servì come ufficiale nelle Royal Horse Guards prima di entrare nel servizio diplomatico. Nel 1824 fu attaché a Berlino, nel 1825 a Vienna e segretario della legazione a Firenze nel 1828 e a Berlino nel periodo 1829-31.
Conyngham fu nominato cavaliere nel 1829, e alle elezioni generali britanniche del 1835 fu eletto Membro del Parlamento nel Liberal Party per la circoscrizione elettorale di Canterbury, seggio che tenne fino alle elezioni generali britanniche del 1841, quando non partecipò alle elezioni. Fu eletto di nuovo, senza oppositore, alle elezioni del 1847 e tenne il seggio fino al suo passaggio nella Camera dei Lord nel 1850. Nel periodo 1844-45, fu First President della British Archaeological Association e del 1853 ebbe il titolo onorifico di Vice-Admiral della Yorkshire Coast.
Nel 1849 cambiò il cognome in Denison, seguendo le disposizioni testamentarie dello zio materno, William Joseph Denison e fu creato Baron Londesborough l'anno successivo. Nel 1851 comprò sia Grimston Park, presso Tadcaster, nel North Yorkshire e il quadro The Monarch of the Glen, quest'ultimo per £840.
È stato presidente della Royal Numismatic Society nel periodo 1843-45, come Lord Conyngham ed in seguito nel 1851-55 come Lord Londesborough.

## Discendenza
Il 6 luglio 1833, Londesborough sposò Henrietta Weld-Forester (una figlia del Cecil Weld-Forester, I barone Forester); la coppia ebbe sei figli:
- William Denison, I Conte Londesborough (1834–1900)
- Hon. Albert Denison Somerville (1835–1903)
- Hon. Henrietta Elizabeth Sophia († 1924), sposò Sir Philip Grey Egerton, XI baronetto; la coppia ebbe figli.
- Hon. Selina Camerina Charlotte († 1852)
- Hon. Isabella Maria († 1856)
- Hon. Augusta Elizabeth († 1887), sposò Arthur Wrottesley, III barone Wrottesley; la coppia ebbe figli.

La prima moglie di Londesborough morì nel 1841. Il 21 dicembre 1847 Londesborough sposò Ursula Bridgeman (figlia dell'ex-ammiraglio Charles Bridgeman) e anche questa volta nacquero sei figli:
- Hon. Henry Charles (1849–1936)
- Hon. Conyngham Albert (1851–1938)
- Hon. Albertina Agnes Mary Denison (1854–1929), che sposò il colonnello Ivor Treowen, I barone Treowen nel 1873. Lei fondò e fu il primo presidente della Ottawa Decorative Art Society. Fu anche presidente della Woman's Humane Society, e il primo presidente della Humane Society of Ottawa. [4]
- Hon. Harold Albert (1856–1949)
- Hon. Evelyn Albert (1859–1883)
- Hon. Ursula Elizabeth († 1880)